# Cadurciella tritaeniata
Cadurciella tritaeniata är en tvåvingeart som först beskrevs av Camillo Rondani 1859.  Cadurciella tritaeniata ingår i släktet Cadurciella och familjen parasitflugor. Arten är reproducerande i Sverige. Inga underarter finns listade i Catalogue of Life.